# Photonectes leucospilus
Photonectes leucospilus es una especie de pez de la familia Stomiidae en el orden de los Stomiiformes.

## Morfología
Los machos pueden llegar alcanzar los 20,4 cm de longitud total.

## Hábitat
Es un pez de mar y de aguas profundas.

## Distribución geográfica
Se encuentra en el  Atlántico: desde el Senegal, hasta Guinea y Angola, y desde los Estados Unidos hasta las Bahamas.